# 北海道道704号崎守停車場線
北海道道704号崎守停車場線（ほっかいどうどう704ごう さきもりていしゃじょうせん）は、北海道室蘭市内を結ぶ一般道道（北海道道）である。

## 概要

### 路線データ
- 起点：北海道室蘭市崎守町（JR北海道 室蘭本線 崎守駅）
- 終点：北海道室蘭市崎守町（国道37号交点）
- 総延長：0.948 km
- 実延長：0.916 km
- 重用延長：0.032 km

### 道路管理者
- 胆振総合振興局 室蘭建設管理部 登別出張所

## 歴史
- 1971年（昭和46年）3月31日 - 路線認定[1]。

## 地理

### 通過する自治体
- 胆振総合振興局
  - 室蘭市

### 交差する道路
室蘭市
- 国道37号 - 崎守町（終点）

### 沿線にある施設など
室蘭市
- JR北海道 室蘭本線 崎守駅